# Tmolus percza
Tmolus percza är en fjärilsart som beskrevs av Butler 1877. Tmolus percza ingår i släktet Tmolus och familjen juvelvingar. Inga underarter finns listade i Catalogue of Life.